# 爱德华·穆尼住宅
爱德华·穆尼住宅（Edward Mooney House）位于纽约市曼哈顿华埠包厘街18号（披露街转角）建于1785年至1789年之间，业主是富有的屠夫爱德华·穆尼。
这座三层砖房混合了乔治式以及联邦式风格，是该市现存最早的联邦风格联排别墅。
1807年，房子的后部扩建，大小增加了一倍。这栋房子用作私人住宅，直到19世纪20年代之后才作为酒店，妓院。
这栋房子于1966年被指定为纽约市地标，1976年列入国家史迹名录。